# 박준오
박준오 (1992년 6월 24일 ~ )는 대한민국의 스타크래프트, 스타크래프트 II 프로게이머이다. 
길드는 WHITE이며
Juno[WHITE] 라는 아이디를 사용하며 종족은 저그이다.

## 개요
2007년 하반기 드래프트에서 르까프 OZ(화승 OZ의 전신)의 3차 지명으로 입단하였다. 초기에는 많이 부진한 성적이었으나, 이후 많이 개선되 화승 OZ의 주력선수로 활약하였다.
2011년 진에어스타리그에서 압도적인모습으로 16강을 3-0으로 통과, 8강에서 어윤수를 만나 쉽게 4강을 갈것이라는 예상이 떠도는가운데 2세트에서 몰수패를 당하며 컨디션이 저조되며 1-2로 패배한다.
2011년 10월 화승 OZ의 해체로 제8프로게임단 선수로 지명되었다. SK플래닛 프로리그에서 4승 7패를 기록하며 약간 아쉬운 성적을 기록하였다.
2012년 Tving 스타리그 2012 24강에 진출하였으나, 탈락하였고, 2012년 5월 17일 2011년의 성적부진과 스타크래프트 게임에 흥미를 잃어 프로게이머를 은퇴하였다. 현재는 아프리카TV의 개인방송에서 활동중이다. 그러나 프로게이머 자격증은 유지하고 있는 것으로 보인다.
2012년, 대한민국에 유일하게 남아 있는 스타크래프트1 리그인 7차 소닉 스타리그에 참여하여 우승에 차지한 바 있다.
2013년, GSL 코드 A 예선전에 참여하여 스타크래프트2 종목 프로게이머로 복귀할 의사를 밝혔다.
2013년, 아이템베이 8차 소닉 스타리그에서 지난대회 우승자시드로 3토스조를 만들어 손쉽게 32강을 통과, 또다시 16강에서 3명의 프로토스 유저들과 그룹B조에서 맞붙게 되었다. 16강에서 박지호를 상대로 30분이넘는 접전끝에 힘겹게 승리, 김윤중을 상대로 전략적인 빌드를 쓰며 1-0, 2-1로 무난하게 1위로 8강을 진출한다. 8강에서 아마추어 서문지훈을 3-0으로 압도하며 4강에 진출, 최호선과 맞붙게 됐고 최호선과의 대결에서도 승리, 2013년 6월 1일 결승전에서도 이전 팀동료중 한명이기도 했었던 구성훈을 3대1로 꺾으며 우승을 차지했다.

## 주요 기록

### 최종 전적(비공식전 포함)
통산전적 (12.04.21 기준)
|             | 경기 | 승-패   | 승률  |
| ----------- | ---- | ------- | ----- |
| 대 테란     | 93   | 36–57   | 38.7% |
| 대 저그     | 103  | 58–45   | 56.3% |
| 대 프로토스 | 87   | 49–38   | 56.3% |
| 총합        | 283  | 143–140 | 50.5% |

### 개인리그
- 2007년 5월 제28회 커리지매치 입상
- 2010년 2월 대한항공 스타리그 2010 Season 1 36강
- 2010년 7월 대한항공 스타리그 2010 Season 2 36강
- 2010년 10월 박카스 스타리그 2010 36강
- 2011년 6월 진에어 스타리그 2011 8강
- 2012년 4월 Tving 스타리그 2012 24강
- 2012년 12월 제7차 소닉 스타리그 2012 우승
- 2013년 6월 아이템베이 8차 소닉 스타리그 우승
- 2014년 1월 픽스 9차 소닉 스타리그 32강
- 2014년 8월 헝그리앱TV e스포츠 리그 스타크래프트 스페셜매치 2주차 준우승
- 2014년 12월 스베누 10차 소닉 스타리그 32강
- 2015년 2월 헝그리앱 스타즈 리그 위드 콩두 8강
- 2015년 7월 스베누 11차 소닉 스타리그 시즌2 8강